# Brad Davis (futebolista)
Brad Davis (St. Charles, Missouri, 8 de novembro de 1981) é um futebolista dos Estados Unidos da América. Atualmente defende o Sporting Kansas City, depois de uma década no Houston Dynamo.

## Títulos

### Estados Unidos
- Copa Ouro da CONCACAF Campeão: 2005

### San Jose Earthquakes
- Major League Soccer Supporters Shield: 2005

### Houston Dynamo
- Major League Soccer MLS Cup: 2006, 2007
- Major League Soccer Western Conference Championship: 2006, 2007
- Major League Soccer Eastern Conference Championship: 2011